# Santuario di Santa Liberata
Il santuario di Santa Liberata si trova nel comune di Cerreto Guidi, in provincia di Firenze.

## Storia e descrizione
L'edificio religioso sorse nel Trecento come cappella dedicata alla Vergine come ringraziamento per la liberazione dalle truppe di Mastino II della Scala che avevano occupato il castello di Cerreto nel 1336. Il piccolo oratorio fu dotato anche di un affresco con la Madonna delle Grazie e santi ancora conservato all'altare maggiore. Successivamente lo stesso pittore anonimo eseguì anche un altro affresco con Santa Faustina e Santa Liberata, il cui culto si accrebbe durante i secoli fino a diventare prevalente e a dare il nome alla chiesa. Nel Seicento, in lavori completati nel 1665, fu ampliata la chiesa e furono realizzate varie ristrutturazioni (sagrestia, presbiterio) e venne aggiunto il porticato in facciata.
Nel 1798 il complesso architettonico assunse l'aspetto attuale mentre nel corso del XIX secolo (nel 1840 Santa Liberata divenne finalmente compatriota di Cerreto) si aggiunsero due cappelle raggiungendo il numero di quattro (ne furono aggiunte una dedicata a San Giuseppe e una all'Addolorata), fu sistemato il soffitto ligneo ad opera di Emilio Turri, e fu ricostruito nel 1857 il campanile. L'elevazione dell'edificio a santuario risale al 1966.
L'interno, a navata unica, è stato interessato dal 2013 dall'aggiunta di affreschi di Massimo Callossi nella controfacciata e nel presbiterio. Nella navata si aprono quattro cappelle: la seconda a destra custodisce all'altare una tela di Onorio Marinari con i Santi Domenico e Cristina adoranti, in passato una immagine perduta della Madonna del Buonconsiglio.
L'ultima cappella a sinistra dedicata a santa Liberata e presenta decorazioni pittoriche di Antonio Fedi (Ordinazione a monaca benedettina di santa Liberata e Morte di santa Liberata). All'altare è un affresco trecentesco raffigurante Santa Liberata incorniciato da una tela ottocentesca con Santa Faustina e San Pietro.
Accanto è un'altra cappellina che conserva l'urna in legno intagliato e dorato nella quale si trova una immagine in cera della santa commissionata nel 1903 dal pievano Ciardi.
L'altare maggiore è ornato da una pala che conserva al centro un affresco del tardo Trecento con la Madonna delle Grazie tra i santi Giovanni Battista e Leonardo, che era incorniciato da una tela, ora nel locale dietro l'altare, con i Santi Giovanni Battista, Leonardo, Francesco e Carlo Borromeo di Gabriele Grassi, pittore senese naturalizzato fiorentino, databile tra terzo e quarto decennio del Seicento.